# Vartolomeu Stănescu
Vartolomeu Stănescu (n. 25 august 1875, satul Ciuperceni, județul Teleorman – d. 2 noiembrie 1954, Mănăstirea Bistrița, județul Vâlcea) a fost un cleric ortodox român, care a îndeplinit demnitățile de arhiereu titular al Eparhiei Dunării de Jos (1912), locțiitor de episcop la Argeș (1 aprilie 1919 - 1 aprilie 1920), locțiitor de episcop la Râmnic (1 aprilie 1920 - 17 martie 1921), apoi episcop eparhiot la Râmnic (17 martie 1921 - 1 noiembrie 1938).
A studiat, între altele, sociologia și dreptul la Sorbona.